# Kostomlaty pod Milešovkou
Kostomlaty pod Milešovkou är en ort i Tjeckien.   Den ligger i regionen Ústí nad Labem, i den nordvästra delen av landet, 70 km nordväst om huvudstaden Prag. Kostomlaty pod Milešovkou ligger 422 meter över havet och antalet invånare är 883.
Terrängen runt Kostomlaty pod Milešovkou är kuperad åt sydost, men åt nordväst är den platt.Runt Kostomlaty pod Milešovkou är det ganska glesbefolkat, med 38 invånare per kvadratkilometer. Närmaste större samhälle är Ústí nad Labem, 15,8 km nordost om Kostomlaty pod Milešovkou. I omgivningarna runt Kostomlaty pod Milešovkou växer i huvudsak blandskog.